# Гниль завелась в штате Айдахо
«Гниль завела́сь в шта́те Айда́хо» (англ. Something Rotten in Idaho) — публицистическая статья Джека Лондона, написанная в 1906 году и опубликованная в ноябрьском номере газеты The Socialist.

## История

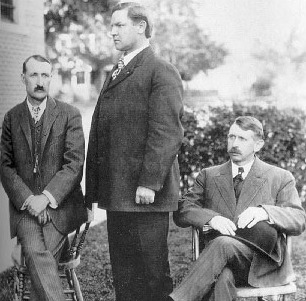
Мойер, Хейвуд и Петтибон

В 1899 году среди горнорабочих штата Айдахо, недовольных низкими заработными платами, прокатилась волна забастовок. Губернатор Фрэнк Стюненберг объявил военное положение и попросил президента Мак-Кинли ввести в штат войска. В конечном итоге более тысячи рабочих было заключено в тюрьмы без суда. Профсоюзы резко осудили подобные действия, в том числе потому, что они активно поддерживали Стюненберга во время его предвыборной кампании. В частности, недовольство было вызвано крайне жёсткой позицией губернатора:

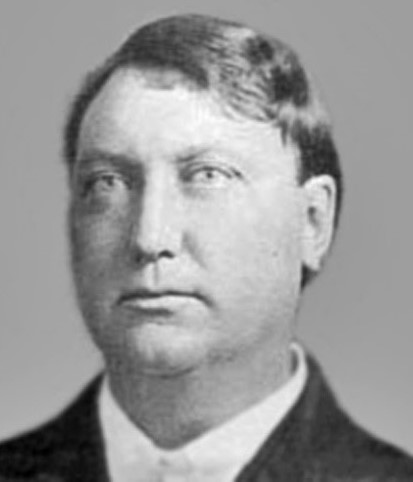
Фрэнк Стюненберг.

Мы схватили чудовище за глотку и собираемся окончательно его придушить. Полумерам не место. Очевидно, что победа будет либо за штатом, либо за профсоюзом, но поражения штата мы не допустим.
Оригинальный текст (англ.)We have taken the monster by the throat and we are going to choke the life out of it. No halfway measures will be adopted. It is a plain case of the state or the union winning, and we do not propose that the state shall be defeated.

30 декабря 1905 года, спустя без малого 5 лет после ухода с губернаторской должности, Стюненберг был убит взрывом бомбы во дворе собственного дома в Колдуэлле. По подозрению в совершении преступления был задержан Гарри Орчард, постоялец местного отеля, у которого нашли шашки динамита и бикфордов шнур. Под давлением следователей Орчард был вынужден дать показания о причастности к покушению профсоюзных лидеров и активистов, деятелей профсоюзов «Западная федерация горняков» и «Индустриальные рабочие мира»: Билла Хейвуда, Чарльза Мойера и Джорджа Петтибона. Однако через год обвинение против них за отсутствием улик развалилось, а Орчард был осуждён пожизненно и умер в тюрьме в 1954 году.

## Сюжет
Статья начинается с описания крайне предвзятого мнения среднестатистического американца об осуждённых Хейвуде, Мойере и Петтибоне. Так, согласно этому мнению, их преступления настолько ужасны, что их мало повесить — их надо как минимум четвертовать. Такое мнение создаётся девяносто девятью процентами американских газет. Однако реальные факты говорят о полной невиновности подсудимых: во время убийства их даже не было в штате, а все показания получены от не внушающего доверия некоего Гарри Орчарда. Реальная подоплёка же, по мнению Джека Лондона, заключается в противостоянии профсоюзных лидеров, добивающихся повышения заработной платы и сокращения рабочего дня, и шахтовладельцев, активно препятствующих им. В заключении рассказа свидетельские показания называются «гнилой трухой», а шахтовладельцы и лояльные им следователи косвенно характеризуются словом «гниль»: «Так что же нам сказать о положении в Айдахо? Скажем прямо: в штате Айдахо завелась гниль!».